# Trichaeta malaccana
Trichaeta malaccana là một loài bướm đêm thuộc phân họ Arctiinae, họ Erebidae.